# Lafoensia
Lafoensia là một chi thực vật có hoa trong họ Lythraceae.

## Hình ảnh

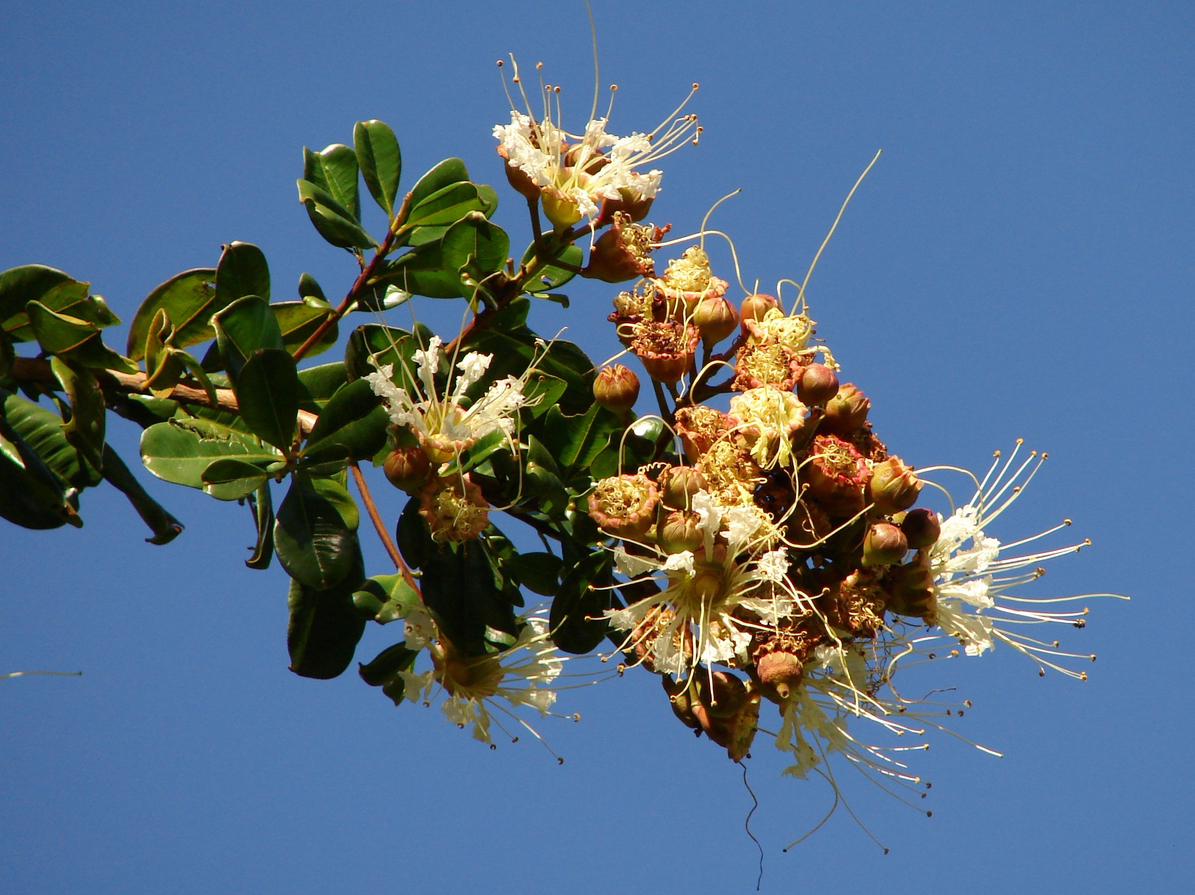
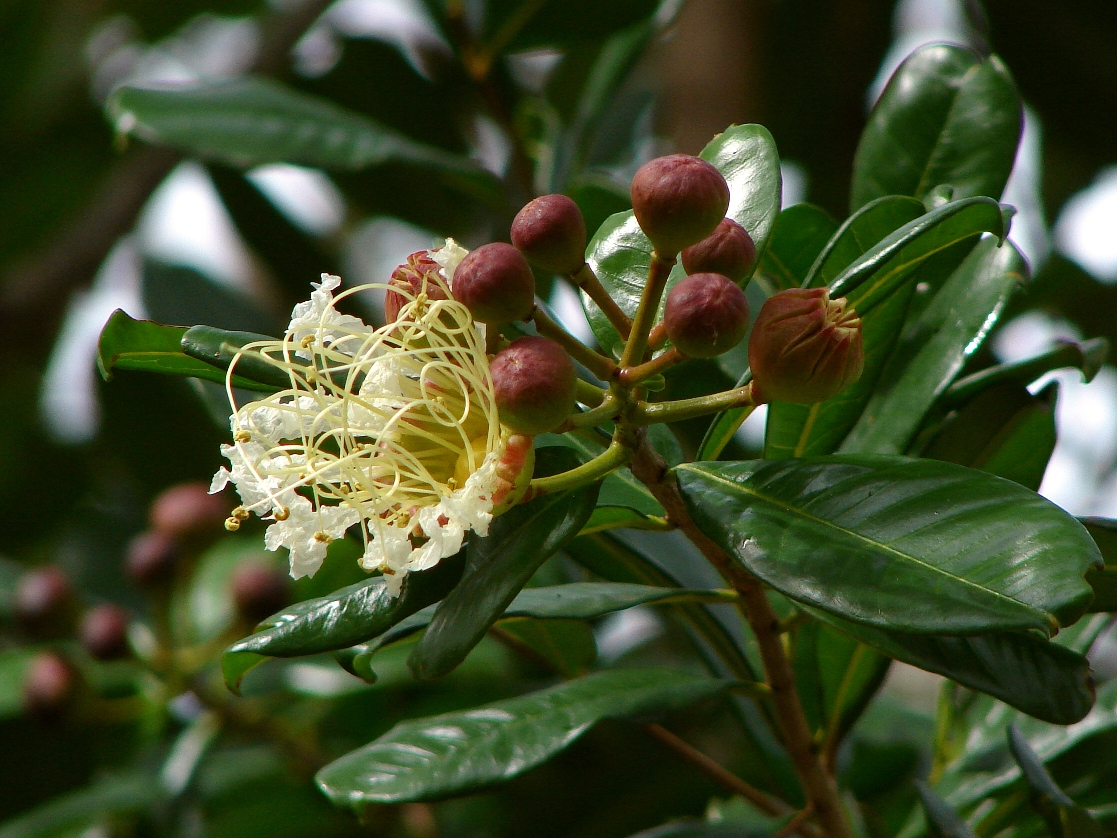

## Loài
Chi này gồm các loài: